# Mystalides quadridentatus
Mystalides quadridentatus är en mångfotingart som beskrevs av Carl Graf Attems 1910. Mystalides quadridentatus ingår i släktet Mystalides och familjen Pachybolidae. Inga underarter finns listade i Catalogue of Life.